# Chiloscyllium punctatum
Chiloscyllium punctatum es una especie de elasmobranquio orectolobiforme de la familia Hemiscylliidae.